# 史憲誠
史憲誠（？—829年），本奚族人，后赐姓史，建康軍（今甘肃省高台县東南）人，史周洛之子。
長慶二年（822年），任中軍兵馬使，原魏博節度使田弘正改任成德節度使，被亂兵所殺，魏博節度使李愬病重，朝廷命田弘正子田敦禮繼任魏博節度使，討伐弒殺田弘正的王庭湊。
史憲誠鼓動魏博軍士騷動，要求田敦禮行「河朔舊事」，恢復獨立。敦禮不願意，遂拔劍自刎。史憲誠自稱留後。朝廷無奈，授之節度。史憲誠與橫海留後李同捷為姻親，暗助橫海軍糧餉。大和三年（829年），朝廷命義成節度使李聽出兵，同捷被滅。憲誠大驚，害怕連坐於己，於是命其子史孝章入朝，歸順朝廷。
朝廷調憲誠為河中節度使，晉侍中。改以李聽為魏博節度使。史受命之後，貪圖銀錢，竟然把倉庫中儲存的軍餉全數帶走，士兵於是譁變，是年六月二十六日夜，士兵乘夜闖入幕府，殺史憲誠，另推都知兵馬使何進滔為留後。

## 延伸阅读
[在维基数据编辑]
 《舊唐書·卷181》，出自刘昫《舊唐書》
 《新唐書/卷210》，出自《新唐書》